# Wallenia maestrensis
Wallenia maestrensis är en viveväxtart som beskrevs av C. Panfet Valdis och I. Ventosa Rodriguez. Wallenia maestrensis ingår i släktet Wallenia och familjen viveväxter. Inga underarter finns listade i Catalogue of Life.